# 一君萬民論
所謂的一君萬民論，是日本的一種政治學說，由吉田松陰主張，這是種只承認一個君主固有的權威和權限，其他臣民之間原則上不承認一切差別和身份差異的思想和主張。

## 概略
在日本，這概念源於律令制，並由吉田松陰和板垣退助所提倡。幕末以來，根據這個受到討幕派志士廣泛支持的思想，明治政府創立華族制度、將武士身份編入士族等作法，雖然當初在一定程度上繼承了以前的身份制度，但政府也因為堅決執行廢藩置縣、徵兵令、秩祿處分等政策之故，而進行了特權身份的改革。另外，還頒佈了到江戶時代爲止將被歧視部落民平等化的解放令。

## 明治維新以來
明治維新後，一君萬民論作爲朝野的思想底流根深蒂固，不斷強化天皇的權威和縮小皇室以外的身份特權。士族制度在很早的階段就變得有名無實，而對於以貴族院爲根據、擁有不少特權的華族制度，也有不少批判的聲音。板垣退助對特權身份制度的世襲持懷疑態度，使得他拜謝華族的爵位並呈遞了《辭爵表》，但最終沒有敕許，而他最後以三顧茅廬的方式接受了他的爵位，但他死後，他的嫡子板垣圓柱太郎還了回去。板垣退助在《一代華族論》中寫道，自己圍剿幕府的目的是恢復公民自由、實現一君萬民的理想。
討幕人士為了爲打倒藩閥體制和引進民主主義的大義，因此提出一君萬民論，這思想不僅對身份特權造成影響，還起到了對抗財閥等經濟權力的意識形態作用。在昭和前期，在知識分子之外，也出現了一批支持一君萬民論的青年軍官和革新官僚。

## 日本國憲法實施以來
在第二次世界大戰日本戰敗並因此被佔領後，人們不再公開宣揚這種思想，隨着華族制度在日本國憲法中被廢除，天皇、皇族以外的制度上固定的身份正在消失。

## 關聯條目
- 君主立宪制